# Listen (Doctor Who)
"Listen" é o quarto episódio da oitava temporada da série de ficção científica britânica Doctor Who, transmitido originalmente na BBC One em 13 de setembro de 2014. Foi escrito pelo  showrunner e produtor executivo da série, Steven Moffat, e foi dirigido por Douglas Mackinnon.
No episódio, o alienígena viajante do tempo conhecido como o Doutor (Peter Capaldi) tenta rastrear uma criatura com a habilidade aperfeiçoada de se esconder, enquanto sua acompanhante Clara Oswald (Jenna Coleman) luta para conseguir um encontro com o ex-soldado Danny Pink (Samuel Anderson).
Foi assistido por 7,28 milhões de telespectadores no Reino Unido e recebeu críticas geralmente positivas dos avaliadores.

## Enredo
Clara, em um jantar com Danny, começa uma discussão sobre a carreira militar dele. Ela sai do encontro, não querendo agravar a situação. Em seu apartamento, ela encontra o Doutor, que quer sua ajuda para explorar a ideia de uma entidade com a capacidade perfeita de se esconder, e como isso pode estar ligado a um medo infantil que todos têm de uma mão agarrá-los debaixo da cama.
Clara usa os circuitos telepáticos da TARDIS para levá-la à sua infância, mas seus pensamentos vagam e ela pousa a TARDIS na casa onde Danny, então conhecido como Rupert, cresceu. Rupert fica assustado com algo debaixo da colcha da cama. O Doutor sugere que ele use seu medo para fortalecê-lo, e Clara sugere que ele se proteja com seus soldadinhos de brinquedo. Rupert é consolado e volta a dormir, e o Doutor mexe em sua memória, dando a Rupert sonhos de ser "Dan, o soldado", um dos soldadinhos de brinquedo.
No presente, Clara volta para pedir desculpas a Danny, mas a familiaridade dela com o passado dele o incomoda e ele vai embora. Ela é chamada de volta à TARDIS por uma figura em traje espacial chamada Orson Pink, que tem o brinquedo "Dan, o soldado" como herança. Ao usar os circuitos telepáticos, o Doutor encontrou Orson, um dos primeiros pilotos de viagem no tempo da humanidade, preso em sua nave no fim do universo. O Doutor retorna à nave na tentativa de observar a entidade, enquanto Clara e Orson aguardam na TARDIS. Um selo de ar se rompe e o Doutor fica inconsciente. Orson o resgata e Clara usa os circuitos telepáticos para tentar voltar para casa.
A TARDIS acaba em um celeiro, com um menino dormindo intermitentemente lá dentro. Clara vai investigar, mas se esconde embaixo da cama do menino quando dois adultos entram, falando que a criança é inadequada para ser um Senhor do Tempo. Ela percebe que o menino é o Doutor e, consequentemente, que eles estão em Gallifrey. Quando os adultos vão embora, o menino tenta sair da cama, mas Clara agarra seu tornozelo, reconhecendo que ela criou esse medo no Doutor. Ela repete ao menino o conselho do Doutor sobre o medo e o vê dormir. De volta à TARDIS, o Doutor se recupera. Clara o faz prometer não saber onde eles estão. O Doutor deixa Orson e Clara em seus respectivos tempos. Clara e Danny pedem desculpas mutuamente por seu comportamento antes de se beijarem. Enquanto isso, o Doutor, aparentemente dominado por uma revelação, mostra-se satisfeito com suas reflexões.

### Continuidade
A razão para o Doutor da Guerra escolher um celeiro abandonado para sua ativação do Momento em "The Day of the Doctor" (2013) é revelada, já que o celeiro é mostrado como a casa de infância do Doutor em Gallifrey.
O Décimo segundo Doutor, ao acordar na TARDIS, menciona "Sontarans pervertendo o curso da história humana" para Orson Pink, repetindo suas primeiras palavras como o Quarto Doutor em Robot (1974–75). O diálogo em si é uma homenagem ao serial do Terceiro Doutor, The Time Warrior (1973–74). Há referências semelhantes às histórias anteriores no diálogo. O Décimo segundo Doutor afirma que não há nada para ouvir, "nem um clique ou um tique" - uma frase do Terceiro Doutor de Death to the Daleks (1974). A frase final do episódio, sussurrada por Clara ao jovem Doutor, é "O medo faz de todos nós companheiros" - uma frase originalmente falada pelo Primeiro Doutor no terceiro episódio do serial de Doctor Who, An Unearthly Child (1963).
Douglas Mackinnon encontrou uma foto do ator William Hartnell, o Primeiro Doutor, quando criança, e fez com que a equipe de cabeleireiros estilizasse o ator que interpretava o Doutor jovem para se parecer com ele.

## Produção
Steven Moffat discutiu o episódio em uma entrevista, dizendo: "Meu impulso para ele foi apenas a ideia: 'O que ele [o Doutor] faz quando não tem nada para fazer?' Porque ele se jogaria de um prédio se achasse que seria interessante na descida... ele é fascinado por qualquer coisa. E aqui está ele sem nada para fazer, então só sai cutucando as coisas com um pedaço de pau até alguma coisa morder. E eu acho isso bastante interessante, não é? Mais ou menos, há um aspecto de caçador de emoções. Em entrevista à Doctor Who Magazine, Moffat revelou que o episódio se originou com a decisão: "Vou fazer uma peça de câmara, sem dinheiro, no meio [da oitava temporada], porque fazia tempo que não fazia isso e gostaria de provar que posso realmente escrever."
A leitura do episódio ocorreu em 11 de fevereiro de 2014, com as filmagens começando no dia 17, e acontecendo no The Rest em Porthcawl. As filmagens continuaram no restaurante Mimosa em Mermaid Quay, Cardiff Bay, de 24 a 25 de fevereiro de 2014. As filmagens também aconteceram no Bute Park e Whitchurch em Cardiff. O ator que interpreta o Doutor criança não é creditado no episódio, mas mais tarde foi identificado na Doctor Who Magazine como Michael Jones.

## Transmissão e recepção

### Vazamento
Como parte dos vazamentos da 8.ª temporada, "Listen" foi um dos cinco roteiros que vazaram online de um servidor da BBC Worldwide em Miami. Foi seguido em 23 de agosto de 2014 pelo vazamento do próprio episódio – faltando substituição automática de diálogo e efeitos visuais. O vazamento ocorreu após a divulgação semelhante dos episódios anteriores "Deep Breath", "Into the Dalek" e "Robot of Sherwood" e do episódio seguinte, "Time Heist".

### Transmissão e audiência
"Listen" foi transmitido originalmente na BBC One em 13 de setembro de 2014. Os números de audiência durante a noite de estreia mostraram que o episódio foi assistido por 4,81 milhões de espectadores no Reino Unido com um share ao vivo de 23,5%. Ajustado para visualizações não ao vivo, o episódio foi assistido por um total de 7,01 milhões de telespectadores, o que levou a Doctor Who Magazine a twittar, nove dias após a transmissão, que no Reino Unido, "Listen" foi o sétimo programa de TV mais assistido da semana, atrás apenas de  Bake Off, Χ Factor (×2) e Corrie (×3).". Nos Estados Unidos, a transmissão original conquistou um total de 1,13 milhão de telespectadores.

### Recepção critica
| Críticas profissionais: | Críticas profissionais: |
| Avaliações da crítica   | Avaliações da crítica   |
| Fonte                   | Avaliação               |
| ----------------------- | ----------------------- |
| The A.V. Club           | A                       |
| SFX Magazine            | [ 19 ]                  |
| TV Fanatic              | [ 20 ]                  |
| CultBox                 | [ 21 ]                  |
| IndieWire               | A                       |
| IGN                     | 7,1                     |
| New York Magazine       | [ 24 ]                  |
| Digital Spy             | [ 25 ]                  |
| The Daily Telegraph     | [ 26 ]                  |
| Daily Mirror            | [ 27 ]                  |

"Listen" foi aclamado pela crítica, com muitos elogiando o roteiro de Moffat, a direção de Mackinnon e as atuações de Capaldi, Coleman e Anderson. O episódio alcançou um Índice de Apreciação de 82 em 100 possíveis.
Rotulando o episódio como "possivelmente o episódio mais aterrorizante de Steven Moffat até agora", Neela Debnath do The Independent elogiou o desempenho de Coleman, afirmando que "Clara estava de volta ao seu auge". Ela o chamou de "o episódio mais poderoso de Doctor Who de Moffat até agora ... uma peça dramática comovente, bem como uma peça aterrorizante da televisão de sábado à noite". O Digital Spy elogiou o episódio, atribuindo-lhe uma nota 5 de 5 perfeita e resumindo-o como "inteligente, assustador [e] soberbo". Eles elogiaram o roteiro de Moffat e o desenvolvimento da personagem de Clara, e encerraram a crítica afirmando: "Inteligente, romântico e assustador o suficiente, 'Listen' é um conto melancólico do sobrenatural ou é uma reflexão inteligente sobre a própria capacidade da mente de enganar e governar a si mesmo, mas de qualquer forma é brilhante". A Radio Times rotulou o episódio como "o mais conceitual de toda a história de Doctor Who" e afirmou: "Você está nos deixando loucos, Moffat". Escrevendo para o The Guardian, Dan Martin chamou o episódio de "fenomenalmente bom" e sugeriu que seu roteiro era um dos melhores de todos os tempos de Moffat.
O The A.V. Club concedeu ao episódio uma nota "A", chamando-o de "o melhor episódio em anos" e dizendo que "[eles] podem ficar sem superlativos para este". Eles afirmaram que "é a melhor história que Steven Moffat escreveu para o programa desde 'The Eleventh Hour', e [que eles] podem estar dispostos a voltar ainda mais atrás em busca de um episódio dele que supere a entrada desta noite". Eles elogiaram a análise e o desenvolvimento do personagem do Doutor e encerraram sua crítica, dizendo: "'Listen' é a exploração mais honesta do Doutor que vimos em 51 anos. Que ele faz tudo isso sem julgamento, mas sim com amor e compreensão, é o que o torna especial. É o que o torna Doctor Who." O Daily Mirror concedeu ao episódio uma nota 4 de 5, afirmando: "Doctor Who deveria explorar seus medos, fazendo você se esconder atrás da almofada do sofá. E 'Listen' oferece isso de sobra."
Mac Rogers, da Slate, elogiou "Listen" como "o melhor episódio de Doctor Who em anos", argumentando que "prova que, implantado com inteligência suficiente, Doctor Who pode fazer qualquer coisa". Da mesma forma, o escritor Paul Cornell elogiou o interrogatório do episódio sobre o personagem do Doutor e a inversão dos clichês da série, sugerindo que "pode ser a melhor história de Doctor Who de todos os tempos".
Em 2015 o episódio foi indicado ao Prêmio Bram Stoker, tornando-se o primeiro episódio de Doctor Who a ser indicado. "Listen" também foi indicado ao Prêmio Hugo de melhor apresentação dramática (Forma Curta).